# Just Supposin'
Just Supposin' è il tredicesimo album di studio inciso dalla rock band inglese Status Quo, pubblicato per la prima volta nell'ottobre del 1980.

## Il disco

### Concezione
Malgrado il grande successo dell'album Whatever You Want, nel 1979 gli Status Quo non intraprendono alcun tour e ciò favorisce la scrittura di molteplici nuovi brani. Nel 1980, quando la band rientra nuovamente in studio, il materiale a disposizione è talmente cospicuo da consentire la registrazione di due album insieme, Just Supposin' e Never Too Late, due prodotti molto diversi pubblicati a pochi mesi l'uno dall'altro.

### Contenuti
Al giro di boa con gli anni ottanta, gli Status Quo decidono di coniugare le ruvide sonorità del loro classico boogie rock con il sound più fresco e lineare tipico del nuovo decennio.
L'album viene autoprodotto dal gruppo insieme al tecnico del suono John Eden e si snoda tra veri e propri brani hard distinti da riff chitarristici energici e incalzanti (The Wild Ones, Don't Drive My Car, Over the Edge), e ispirate puntate di puro e leggero rock and roll (Lies, Run to Mummy), mentre la ballata di chiusura intitolata proprio “Rock 'n' Roll” si palesa, in realtà, uno dei brani più sensibili e riflessivi mai composti dal longevo gruppo inglese.
La formula stilistica viene semplicemente ammodernata, ma sono proprio l'equilibrio e l'armonia tra la qualità delle composizioni (molte delle quali si prestano anche all'ascolto radiofonico) e la freschezza delle nuove soluzioni sonore a rendere il prodotto assai appetibile sotto il profilo commerciale.

### Accoglienza
Just Supposin' viene ritenuto l'ultimo grande album inciso dagli Status Quo con la formazione originale (Coghlan lascerà la band l'anno successivo). Anticipato dal grande successo della traccia di apertura What You're Proposing, rimane uno dei più grandi best seller internazionali della band.
Singoli: What You're Proposing (n. 2 UK); Lies/Don't Drive My Car (n. 11 UK); Rock 'n' Roll (pubblicato nel 1981, n. 8 UK).
Note:
- La copertina raffigura un missile UGM-84 Harpoon lanciato dal mare.

## Tracce

### Lato A
1. What You're Proposing – 4:16 (Rossi/Frost)
2. Run to Mummy – 3:09 (Rossi/Bown)
3. Don't Drive My Car – 4:37 (Parfitt/Bown)
4. Lies – 3:56 (Rossi/Frost)
5. Over the Edge – 4:29 (Lancaster/Lamb)

Lato B
1. The Wild Ones – 4:00 (Lancaster)
2. Name of the Game – 4:31 (Rossi/Lancaster/Bown)
3. Coming and Going – 4:29 (Parfitt/Young)
4. Rock 'n' Roll – 5:33 (Rossi/Frost)

Tracce bonus dell'edizione CD 2005
1. AB Blues – 4:00 (Bown/Rossi/Parfitt/Lancaster/Coghlan)

## Deluxe Edition 2017
Il 26 maggio 2017, viene pubblicata la deluxe edition dell'album contenente due CD.
Nel primo disco viene riprodotto fedelmente l'album del 1980, con il sound completamente restaurato e rimasterizzato.
Nel secondo CD è incluso AB Blues (Lato B del singolo What You're Proposing), il demo del brano Coming and Going e alcuni brani registrati dal vivo a Le Mans nel 1981.
Il libretto, oltre a varie foto del periodo di incisione dell'album, contiene delle ampie note illustrative redatte a cura di Dave Ling, critico delle riviste musicali britanniche Classic Rock e Metal Hammer.

### Tracce Deluxe Edition
CD 1
Contiene l'album originale del 1980, in versione restaurata e rimasterizzata.
1. What You're Proposing – 4:16 (Rossi/Frost)
2. Run to Mummy – 3:09 (Rossi/Bown)
3. Don't Drive My Car – 4:37 (Parfitt/Bown)
4. Lies – 3:56 (Rossi/Frost)
5. Over the Edge – 4:29 (Lancaster/Lamb)
6. The Wild Ones – 4:00 (Lancaster)
7. Name of the Game – 4:31 (Rossi/Lancaster/Bown)
8. Coming and Going – 4:29 (Parfitt/Young)
9. Rock 'n' Roll – 5:33 (Rossi/Frost)

CD 2
Contiene AB Blues (Lato B del singolo What You're Proposing), il demo del brano Coming and Going e alcuni pezzi registrati dal vivo a Le Mans il 25 marzo 1981.
1. AB Blues (Lato B del singolo  What You're Proposing ) – 4:00 (Bown/Rossi/Parfitt/Lancaster/Coghlan)
2. Coming and Going (Demo) – 3:53 (Parfitt/Young)
3. Don't Drive My Car (Live at Le Mans, 25 marzo 1981) – 4:31 (Parfitt/Bown)
4. Over the Edge (Live at Le Mans, 25 marzo 1981) – 5:23 (Lancaster/Lamb)
5. Something 'Bout You Baby I Like (Live at Le Mans, 25 marzo 1981) – 3:08 (Supa)
6. What You're Proposing (Live at Le Mans, 25 marzo 1981) – 4:29 (Rossi/Frost)

## Formazione
- Francis Rossi (chitarra solista, voce)
- Rick Parfitt (chitarra ritmica, voce)
- Alan Lancaster (basso, voce)
- John Coghlan (percussioni)

## Altri musicisti
- Andy Bown (tastiere) (cori)
- Bob Young (armonica a bocca)
- Bernie Frost (cori)

## British album chart
| Posizione | 4 | 4 | 4 | 5 | 5 | 7 | 14 | 12 | 16 | 26 | 33 | 40 | 41 | 30 | 28 | 35 | 33 | 40 | 55 | 48 | 72 | 71 | uscito |